# Downwell
Downwell est un jeu vidéo de plate-formes à défilement vertical avec des éléments de rogue-like sorti le 15 octobre 2015. Il est conçu et développé par Ojiro Fumoto au sein du studio indépendant japonais Moppin et édité par Devolver Digital,. Il est disponible sur Windows, PlayStation 4, PlayStation Vita, Switch, iOS et Android.
La musique du jeu a été composée par Eirik Suhrke, le compositeur des musiques de Spelunky.

## Accueil

### Critique
- Canard PC : 9/10[4]
- Destructoid : 10/10[5]
- Pocket Gamer : 9/10[6]
- TouchArcade : 5/5[7]

### Récompenses
Le jeu a été nommé à l'Independent Games Festival 2015 dans la catégorie Meilleur jeu étudiant (représentant l'Université des arts de Tokyo).